# Isofenphos
L’isofenphos est un insecticide de la classe des organophosphorés (OP), qualifié d’une toxicité de niveau Classe 1 selon l’EPA (Environmental Protection Agency). Les insecticides sont des pesticides, principalement utilisés en agriculture pour lutter contre les nuisibles tels que les mouches, insectes du sols, les vers et les larves.
L’isofenphos se présente sous forme d’une huile incolore et insoluble dans l’eau dans les conditions normales de température et de pression.

## Historique
L’isofenphos a été homologué pour la première fois aux États-Unis par la société Bayer Corporation, qui détient un brevet allemand sur la composition des pesticides en 1985. Ce composé, commercialisé sous le nom d’Oftanol, était destiné à être utilisé sur le maïs afin de lutter contre la chrysomèle des racines du maïs.
Initialement, l’utilisation du pesticide était d’usage alimentaire, domestique et agricole. Cependant, le produit s’est avéré dangereux en raison de son impact sur l’environnement et sur la santé humaine.
Aujourd'hui, l’isofenphos est une substance à usage restreint (RUP), sous certification, voire interdite dans certains pays.

## Synthèse
Dans une première étape, l’isopropanol réagit avec l’acide salicylique selon une réaction d’estérification. Puis, une déshydrochloration se produit avec du chlorure de thiophosphoryle. Enfin, l’ajout d’isopropylamine et d’éthanol conduit à la formation d’isofenphos,.
Les réactions sont faites en milieu acide selon le mécanisme ci-dessous.

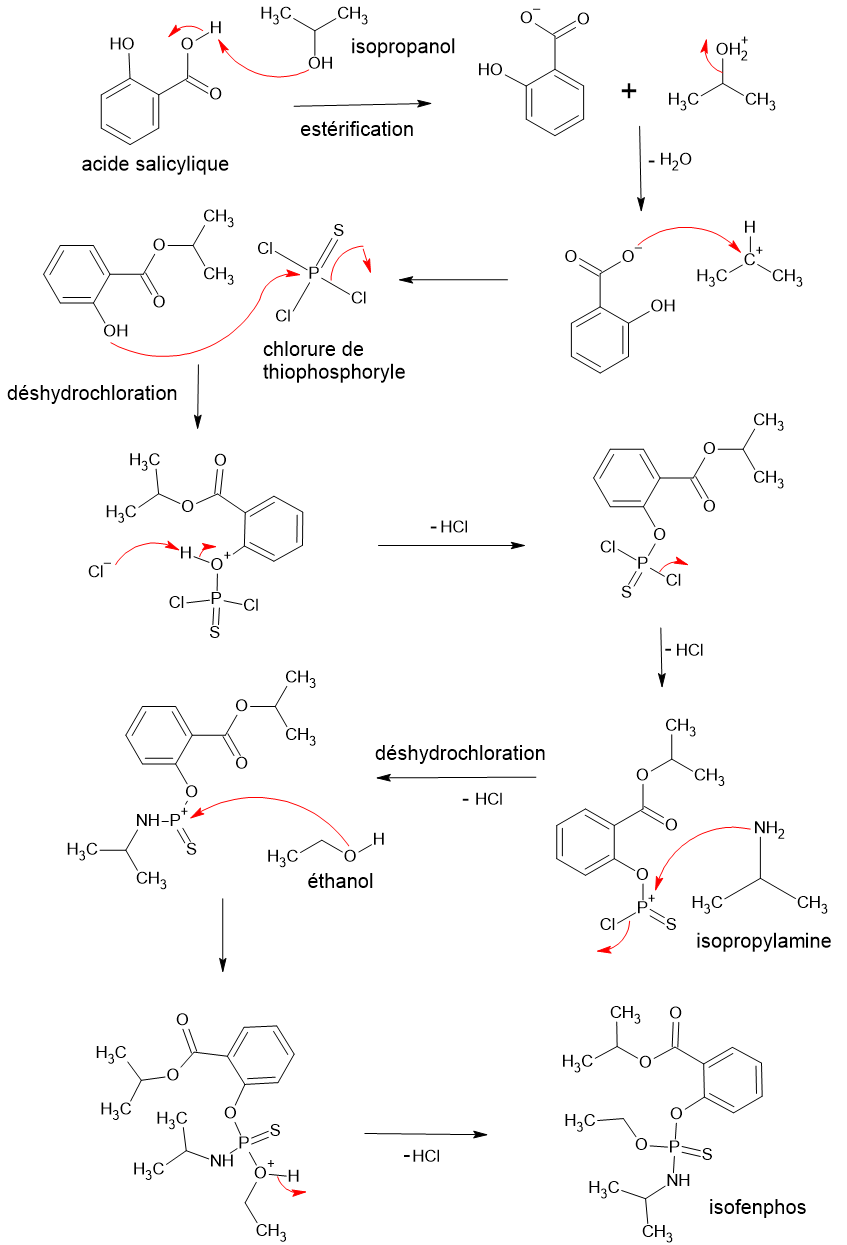
Mécanisme de la synthèse d'isofenphos d'après pubchem

## Utilisations et modes d'action

### Utilisation
L'isofenphos est actuellement utilisé aux États-Unis sur le gazon et les arbres et arbustes ornementaux contre les insectes. Selon des données d'utilisation récentes, environ 60 % de la production annuelle du principe actif est utilisé sur les terrains de golf. Le reste est utilisé sur les terrains résidentiels et publics.

### Mode d'action
L’isofenphos bloque l’activité de l’enzyme acétylcholinestérase (AChE ) et cela va créer une accumulation d’acétylcholine (ACh) au niveau synaptique qui va induire une hyperstimulation du système cholinergique. En conséquence, les cellules vont mourir par excitotoxicité, ce qui entraînera la mort des insectes,. 

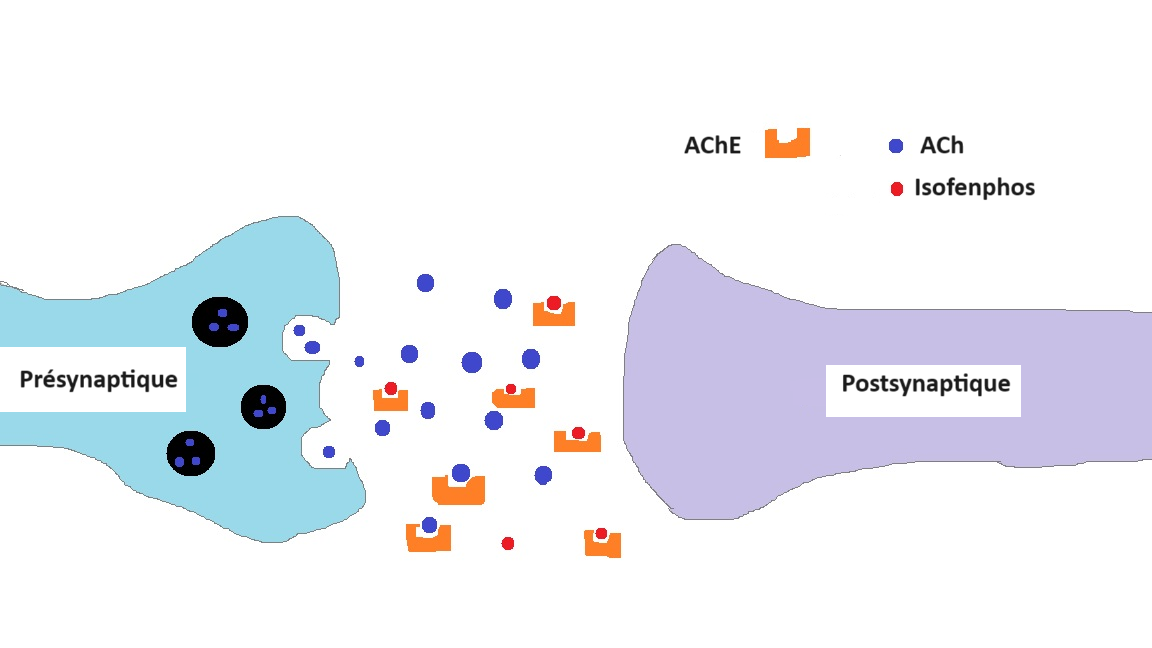
L'effet de l'isofenphos au niveau des synapses, inspiré de la figure 2 de l'article écrit par Thany, Steeve H., Pascal Reynier, et Guy Lenaers. « Neurotoxicité des pesticides - Quel impact sur les maladies neurodégénératives ? »

En présence d’un pesticide organophosphoré, il y a interaction entre le composé et l'acétylcholinestérase (AchE), qui conduit à l’inhibition de l’enzyme. Le mécanisme d'inhibition est un mécanisme d’addition-élimination. Il y a formation d’une liaison covalente entre le phosphore de l’isofenphos et l’oxygène de la sérine Ser203. La réaction produit un complexe d’enzyme phosphorylée stable qui rend l’enzyme non fonctionnelle, ne permettant plus de dégrader l’acétylcholine. Des interactions non covalentes stabilisent le complexe.

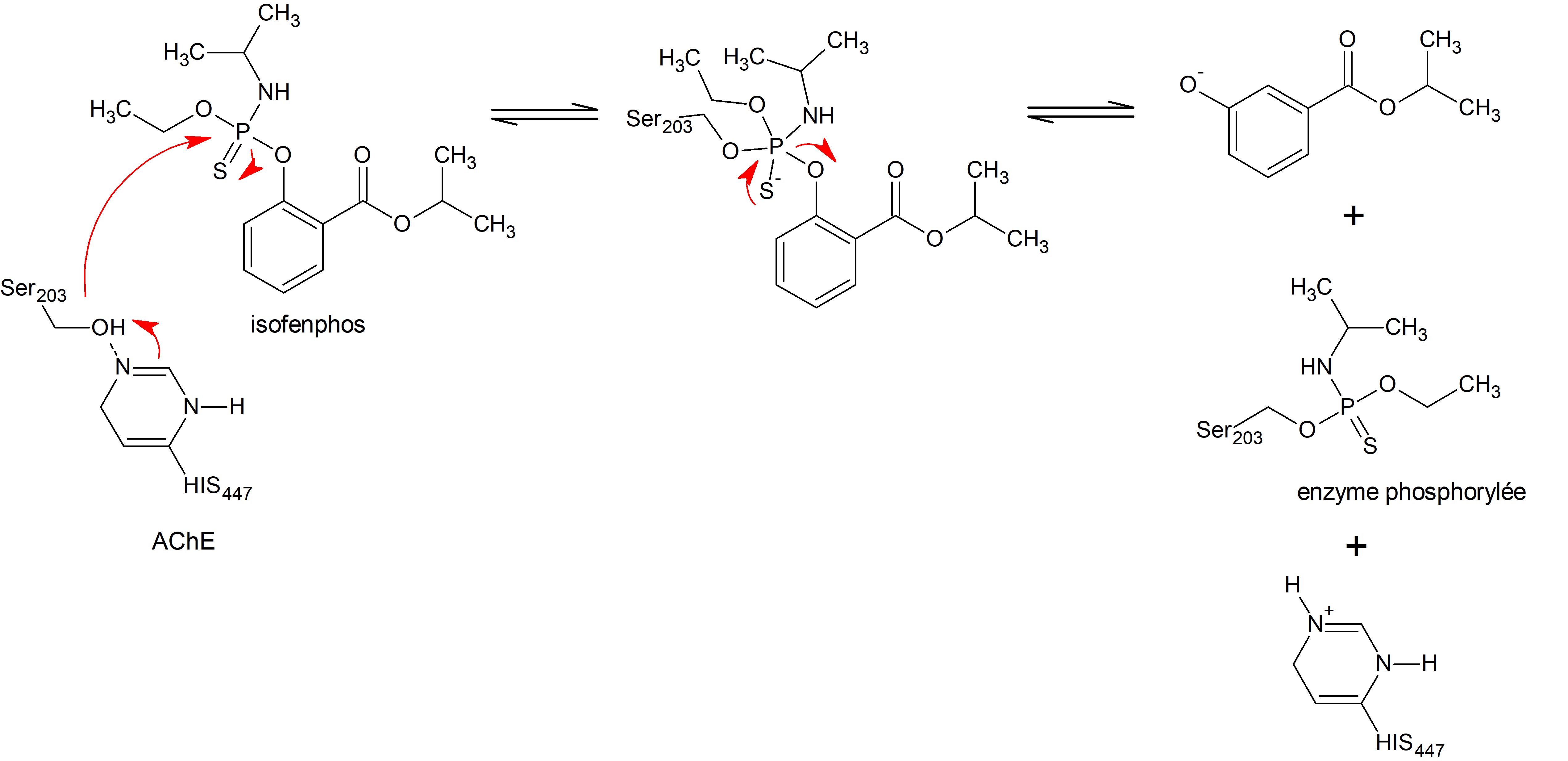
Mécanisme d'inhibition de l'acétylcholinestérase par l'isofenphos, inspiré d'Ophélie Kwasnieski

Une fois que le phosphore a été fixé à l’oxygène de la sérine, deux phénomènes peuvent avoir lieu. La première est une hydrolyse spontanée où l’enzyme phosphorylée se restaure en AchE. Cette réaction étant en général très lente, elle ne se produit quasiment pas. Néanmoins, dans le cas d’une utilisation abusive d’isofenphos, il est possible de réactiver l’enzyme par emploi de nucléophile puissant, tel que des oximes, pour rompre la liaison phosphore-oxygène et régénérer l’acétylcholinestérase. Le deuxième phénomène est une hydrolyse appelée « vieillissement ». Il s’agit en général de l’hydrolyse du groupement oxygéné de l’organophosphoré conduisant à un complexe neurotoxique AChE encore plus stable. Ce phénomène est irréversible : il n’est plus possible d’avoir une hydrolyse spontanée. Le temps de vieillissement dépend de l’organophosphoré utilisé.

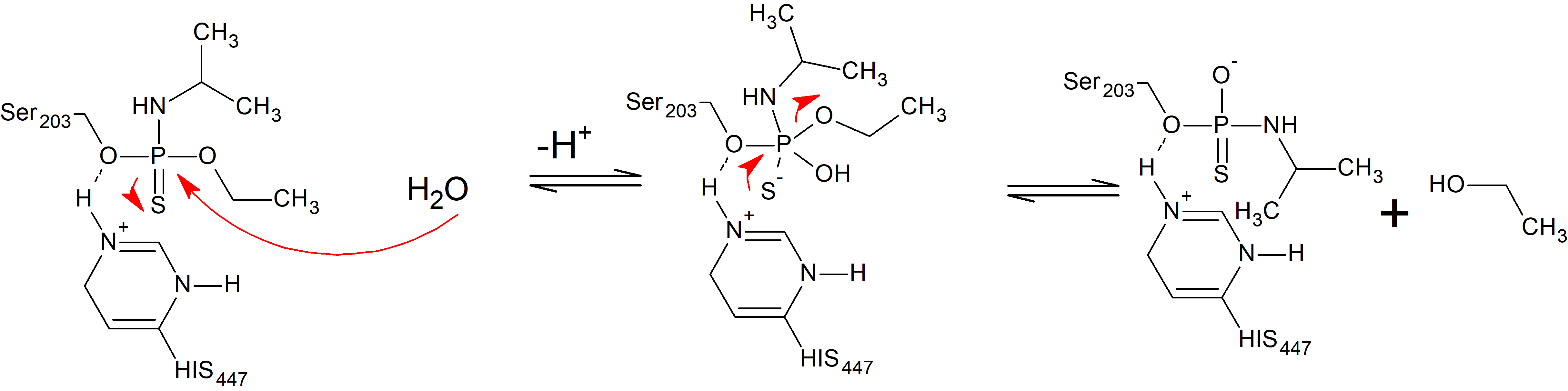
Mécanisme de l'hydrolyse sur l'enzyme phosphorylée inspiré de Ophélie Kwasnieski

Le complexe formé est très stable car plusieurs interactions non covalentes stabilisent le complexe empêchant les nucléophiles d’atteindre le phosphore, ce qui limite la déphosphorylation, tel que les interactions avec le trou oxyanionique, la poche acyle et l’histidine de la triade catalytique. La charge négative localisée autour de l’oxygène gêne l’attaque d’un nucléophile dans l’optique de régénérer l’enzyme libre.

## Dangers (écotoxicité et risques)
L’utilisation des insecticides contenant de l’isofenphos expose les humains et les animaux, notamment les organismes aquatiques, à l’isofenphos qui est un composé toxique. Une exposition régulière et de longue durée provoque notamment l'inhibition de l'acétylcholinestérase dans le plasma, des globules rouges et des tissus cérébraux. Dans un cadre professionnel ou domestique, la durée d’exposition à l’isofenphos ne doit pas excéder 7 jours.
Il existe plusieurs voies d'exposition : par contact direct avec la peau, par inhalation ou encore par voie orale. Par exemple, dans le cadre résidentiel pour une utilisation personnelle d'insecticides dans le jardin, des passages réguliers près de la végétation exposent les personnes aux risques mentionnés précédemment.
Pour prévenir les risques liés à l’isofenphos, des précautions sont à prendre, notamment porter des gants de protection et des vêtements de protection, éviter tout contact avec les yeux, la peau ou les vêtements, ne pas respirer les poussières, et éviter le rejet dans l’environnement.

### Rôle dans laleucémie myéloïde chronique
Une exposition persistante à l’isofenphos provoque dans un premier temps, une perte de fonctionnement osseuse, c’est le déclenchement de la métaplasie myéloïde. Puis rapidement une leucémie myéloïde aiguë peut se développer.
Une étude a démontré le risque de développer un cancer lors d’une exposition régulière à l’isofenphos. L’étude explique notamment que les molécules d’isofenphos empêchent l’oxydation du glucose que nous ingérons. Or, l’oxydation du glucose est source d’énergie et de bon fonctionnement de nos cellules.

### Rôle dans lapolyneuropathie
L’isofenphos peut provoquer une polyneuropathie, une maladie du système nerveux.
Des études ont été menées sur des humains ayant ingéré de l’isofenphos, elles ont démontré le développement d’une sévère polyneuropathie suivie d’une toxicité légère choligernique. Cela est dû à l’inhibition de l'acétylcholinestérase (AChE) et de l'estérase neurotoxique (NTE) par l’isofenphos, deux enzymes nécessaires à la transmission des signaux nerveux.
En effet, l’isofenphos, très lipophile, peut franchir les barrières biologiques et se fixer de façon covalente aux cholinestérases comme les acétylcholinestérases du système nerveux central de l’humain. Comme pour les insectes, l’organophosphoré viendra occuper le site de l’enzyme acétylcholinestérase qui ne pourra alors plus catalyser la réaction d’hydrolyse de l’acétylcholine en choline et acide acétique, ce qui entraînera des problèmes nerveux.
Les organophosphorés comme l’isofenphos peuvent aussi phosphoryler l’estérase neurotoxique, une protéine du système nerveux central qui se trouve dans les leucocytes et les plaquettes. Cela engendrera la diminution de sa forme lymphocytaire, ce qui pourra se traduire par une neuropathie post-intervellaire.

### Rôle dans lediabète de type 2
Une étudea démontré que le risque de développer un diabète de type 2 est plus élevé lorsque le taux d’isofenphos augmente. Les mécanismes liant l’influence de l’exposition à l’isofenphos sur le risque de développer un diabète de type 2 sont controversés.
D’une part les pesticides organophosphorés tels que l’isofenphos peuvent inhiber l’activité de la glutamate déshydrogénase (GDH) qui permet la sécrétion d’insuline : la libération d’insuline sera donc réduite, ce qui conduira au développement d’un diabète de type 2.
D’autre part, la glycogénolyse et la néoglucogenèse, permettant la synthèse du glucose dans le corps, sont aussi deux mécanismes associés à l'hyperglycémie induite par l’isofenphos.

### Effets sur les eaux potables
Les insecticides étant diffusés sur la végétation, les sources d’eau potable de surface sont les plus susceptibles d’être impactées par l’utilisation de l’isofenphos, il y a donc des risques de contamination des eaux. Des taux d’exposition ont été estimés par des chercheurs et des études ont montré l’impact néfaste sur quelques animaux terrestres et aquatiques, mais nous ne connaissons pas à ce jour, l’impact réel de cette contamination des eaux sur toute la biodiversité et sur l'Homme.

## Traitement de l’isofenphos
Dans le cas d’un empoisonnement à un pesticide organophosphoré, plusieurs traitements ont été élaborés. Les traitements se basent sur l’utilisation d'antagonistes cholinergiques. Le premier traitement à voir le jour est l’Atropine, développé en 1835. Utilisé en 1863, l’Atropine permet de s’opposer à l’effet de l’acétylcholine au niveau des muscles et de les détendre. Malheureusement, il s’est avéré après plusieurs études datant de la seconde guerre mondiale, que l’Atropine seule était insuffisante. Ainsi, la combinaison d’anticonvulsant tel que la benzodiazépine ou le diazépam est bien plus efficace que l’Atropine ou une oxime seule pour réduire la mortalité.
En 1951, la première réactivation in vitro de l’AChE phosphorylée est réalisée avec l’hydroxylamine. On commence à s’intéresser aux réactiveurs : les oxamines possédant un pyridinium conjugué. Ainsi, à partir de 1956, la 2-PAM, qui est environ 1 million de fois plus efficace que l’hydroxylamine est synthétisé aux États-Unis. Il s'ensuit la synthèse de plusieurs oximes : le bispyridium, la trimédoxime (TMB-4), l’obidoxime (LüH-6), HI-6 et HLö-7.

## Législation
En 2002, la Commission européenne a décidé de ne pas inclure l'isofenphos dans la liste des ingrédients actifs des pesticides autorisés.
Selon les dernières mises à jour de l'université de Hertfordshire (11/09/2023),: 
L'isofenphos figure dans la base de données de l'Union Européenne (UE) et est approuvé pour l'utilisation par la Commission Européenne le 11/07/2009 dans les États membres de l'UE suivants: Autriche, Belgique, Bulgarie, Chypre, République tchèque, Danemark, Estonie, Grèce, Espagne, Finlande, France, Croatie, Hongrie, Irlande, Italie, Lituanie, Luxembourg, Lettonie, Malte, Pays-Bas, Pologne, Portugal, Roumanie, Suède, Slovénie, Slovaquie. Il a aussi été approuvé pour l'utilisation par cette même Commission dans les pays suivants de l'Espace économique européen (EEE) : Islande, Norvège.
L’EPA (Environmental Protection Agency) enregistre les pesticides qui répondent aux normes de sécurité de la FQPA (Food Quality Protection Act (en)) et peuvent être utilisés sans présenter de risques déraisonnables pour la santé humaine ou l'environnement. L’isofenphos, désigné sous le numéro de cas EPA 0105, devait faire l'objet d'une décision de réenregistrement en 1999. En conséquence, l’EPA a examiné la base de données existante et a élaboré des évaluations préliminaires des risques pour la santé humaine et l’environnement.
En 1998, un dossier public a été ouvert et des premières mesures ont été prises pour réexaminer l'isofenphos ainsi que les autres pesticides organophosphorés. Cependant, avant que l'EPA puisse achever le processus de réenregistrement, le producteur de base du pesticide a donné une notification officielle. Ils ne prendraient plus en charge Isofenphos via une réinscription.
Selon l’organisation des nations unies pour l'alimentation et l'agriculture (FAO), les spécifications qui doivent apparaître lors de la commercialisation de l’isofenphos sont les suivantes :
- Dans la description : La matière doit être constituée d'isofenphos et des impuretés de fabrication correspondantes et doit être un liquide jaunâtre à brun exempt de matières étrangères visibles et d'agents modificateurs ajoutés.
- Dans les principes actifs : La teneur en isofenphos doit être déclarée (pas moins de 900 g/kg) et, lorsqu'elle est déterminée, la teneur obtenue ne doit pas différer de la teneur déclarée de plus de ± 25 g/kg.